# Megan Lane
Megan Lane (Collingwood, 4 de mayo de 1991) es una jinete canadiense que compite en la modalidad de doma. Ganó una medalla de plata en los Juegos Panamericanos de 2015, en la prueba por equipos.

## Palmarés internacional
| Juegos Panamericanos | Juegos Panamericanos | Juegos Panamericanos | Juegos Panamericanos |
| Año                  | Lugar                | Medalla              | Categoría            |
| -------------------- | -------------------- | -------------------- | -------------------- |
| 2015                 | Toronto (Canadá)     | Medalla de plata     | Por equipos          |